# Борик
Бори́к (каз. Борық) — село у складі Жангалинського району Західноказахстанської області Казахстану. Входить до складу П'ятимарського сільського округу.
У радянські часи село називалось Борік або Барик.
Населення — 197 осіб (2021; 336 у 2009, 364 у 1999, 338 у 1989).